# IBM DISOSS
IBM DISOSS（DIStributed Office Support System、ダイソス)は、IBMの1980年代の集中型の文書配布および保管アプリケーションで、IBMのメインフレーム用オペレーティングシステムであるMVSで稼働した。

## 概要
DISOSSは電子メールや、パーソナルコンピュータやワードプロセッサを含む各種のIBMのオフィス装置間の文書交換を提供した。更に文書ライブラリ（アーカイブ）や、APIによるフォーマット変換や印刷サービスを提供した。DISOSSはSNAを拡張したSNADSメッセージング プロトコルを使用した。
日本では日本語版DISOSSが提供され、マルチステーション5550のワープロ文書をメインフレーム上で一元管理できた。
DISOSSは、同時期のVMで稼働したPROFSに相当した。
1986年に後継のIBM OfficeVisionが発表され、移行した。